# فرودگاه تروا ریویر

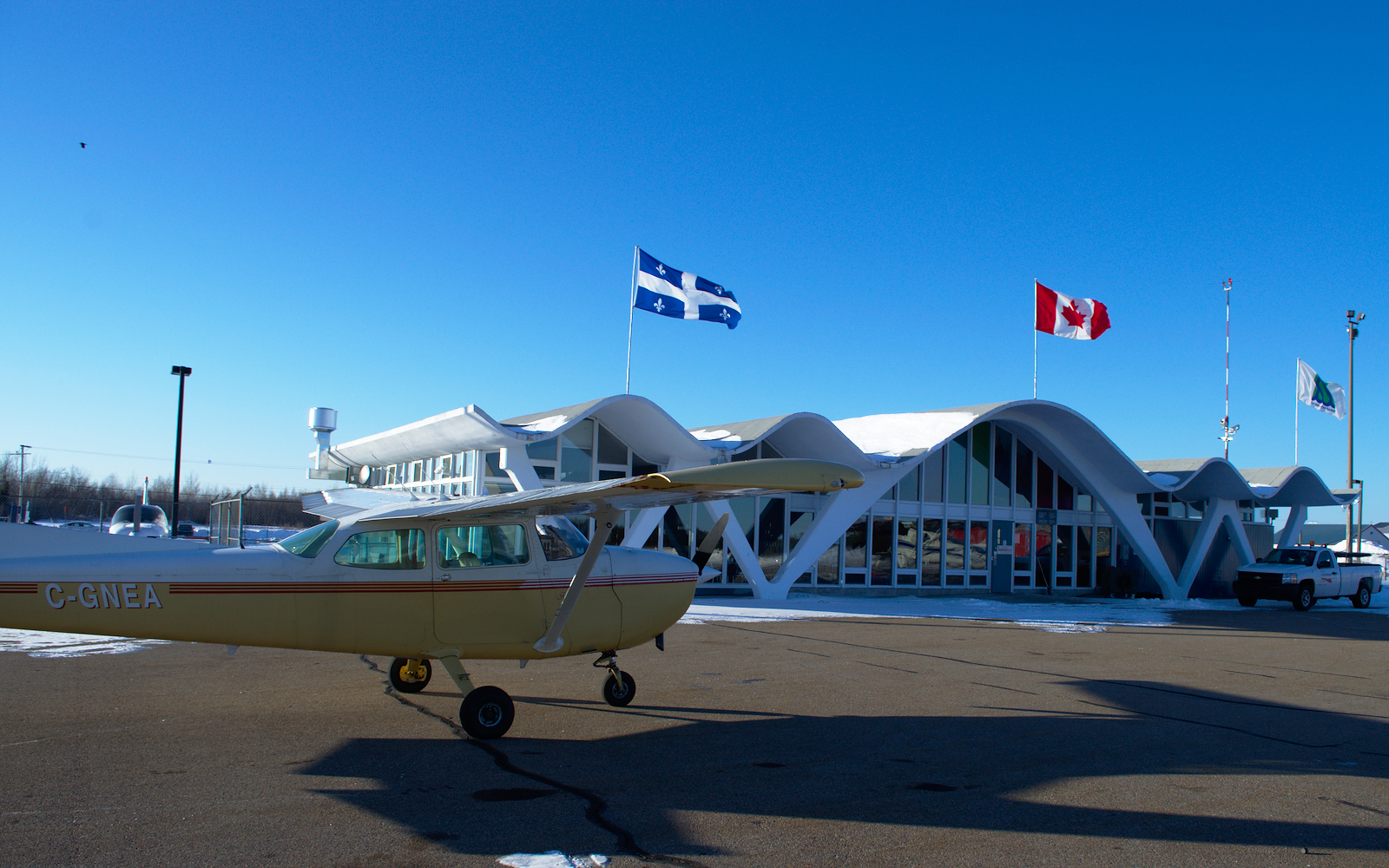
نمایی از فرودگاه

فرودگاه تروا ریویر  (به انگلیسی: Trois-Rivières Airport) (به زبان بومی: Aéroport de Trois-Rivières) یک فرودگاه همگانی باربری با کد یاتا YRQ است که یک باند فرود آسفالت دارد و طول باند آن ۲۷۴۵ متر است. این فرودگاه در شهر تروا ریویر کشور کانادا قرار دارد و در ارتفاع ۶۱ متری از سطح دریا واقع شده است.